# Kilnwick Percy
Kilnwick Percy – osada w Anglii, w hrabstwie East Riding of Yorkshire. Leży 35 km na północny zachód od miasta Hull i 274 km na północ od Londynu.